# Bedřich z Fürstenberka
Bedřich Egon lankrabě z Fürstenbergu, křtěn Bedřich Jáchym Karel (německy Friedrich Egon Landgraf von Fürstenberg; 8. října 1813 Vídeň – 20. srpna 1892 Hukvaldy) byl kardinálem a v letech 1853 až 1892 šestým arcibiskupem olomouckým.

## Život

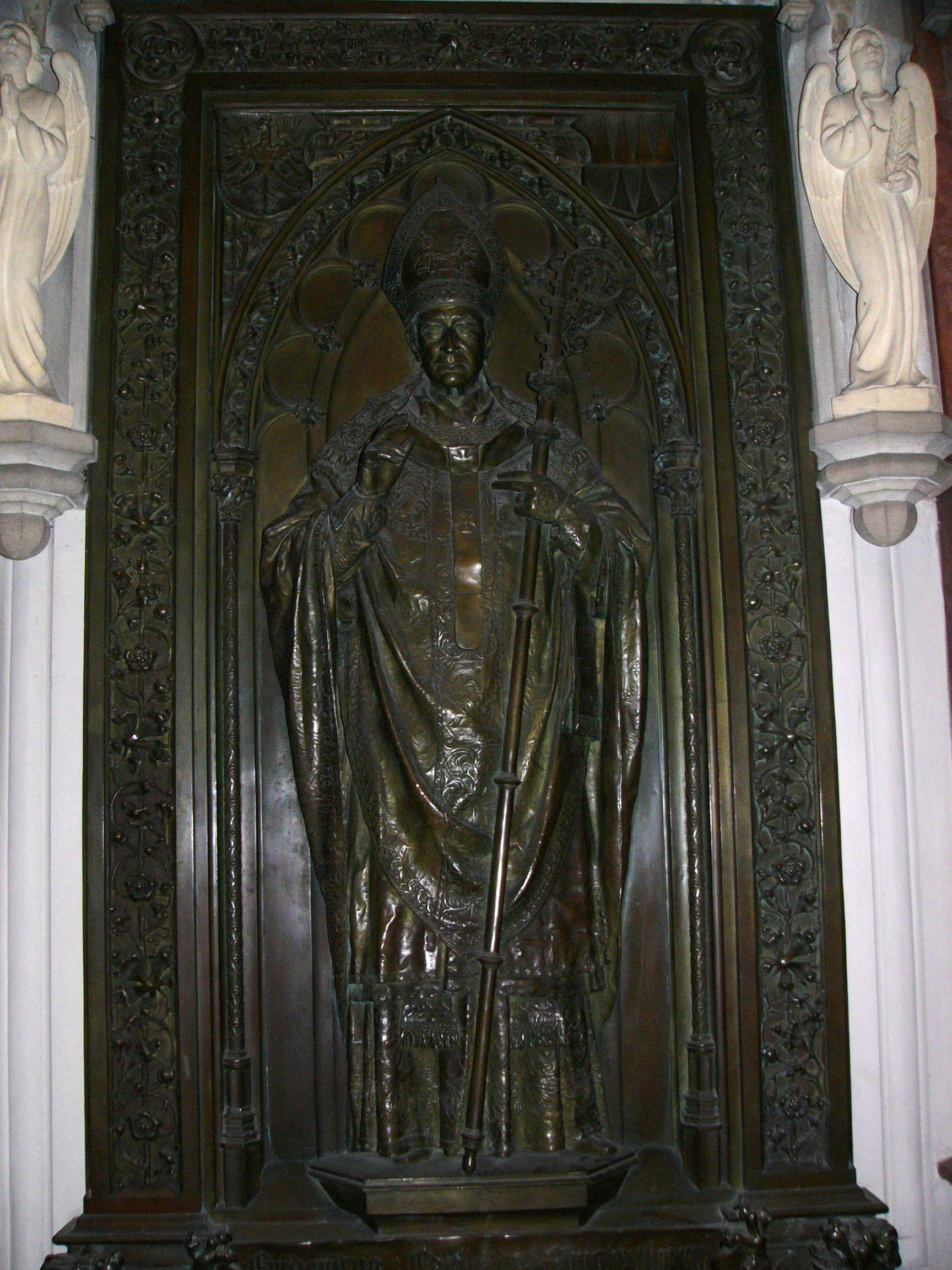
Náhrobek Bedřicha z Fürstenberka v katedrále svatého Václavav Olomouci

Narodil se jako šestý syn Bedřicha Karla z Fürstenbergu a jeho manželky Terezie ze Schwarzenbergu. Studoval teologii ve Vídni v letech 1831 až 1835, následně pokračoval na univerzitě v Olomouci. V roce 1836 byl vysvěcen na kněze. V roce 1838 získal na olomoucké univerzitě doktorát teologie. Od listopadu 1836 působil jako farář v dolnorakouské vesnici Harbach (nedaleko českých Šejb).  V roce 1838 se stal knězem a později proboštem (1843 - 1849) kolegiátní kapituly u sv. Mořice v Kroměříží. Od roku 1848 do roku 1849 zasedal i jako poslanec Moravského zemského sněmu. Nastoupil sem po zemských volbách roku 1848 za kurii vysoké školy v Olomouci, coby virilista (poslanec zasedající na sněmu z titulu funkce děkana jedné z fakult olomouckého vysokého učení). Byl děkanem bohoslovecké fakulty. V červnu 1853 se stal arcibiskupem olomouckým. V roce 1854 založil v Kroměříži konvikt, ze kterého postupně vzniklo Arcibiskupské gymnázium. V roce 1863 bděl nad oslavami tisíciletého výročí příchodu sv. Cyrila a Metoděje na Velkou Moravu a při této příležitosti vymohl na papeži Piu IX. přesun jejich svátku z 9. března na 5. července, což v Česku a na Slovensku platí dodnes. Dne 6. listopadu 1868 byl jeruzalémským patriarchou Giuseppem Valergou jmenován rytířem velkého kříže Řádu Božího hrobu. V roce 1879 byl papežem jmenován kardinálem.
Zasloužil se o rozvoj školství a výuky dívek. Zavedl jazykovou rovnoprávnost v konsistoři a v matrikách. Nechal vybudovat osm nových kostelů a šestnáct jich nechal opravit. V letech 1883 – 1892 nechal provést neogotickou přestavbu katedrály svatého Václava v Olomouci podle projektu G. Meretty a R. Völkela. Roku 1882 zřídil v prostorách choryňského zámku klášter Kongregace Milosrdných sester svatého Kříže. Zemřel na panství Hukvaldy, které používal jako své letní sídlo.
Je pohřben v kapli sv. Jana Křtitele (nazývané také kaple Pod věží), která se nachází v katedrále svatého Václava v Olomouci. Své jmění odkázal chudým z Olomouce a Kroměříže.

## Galerie

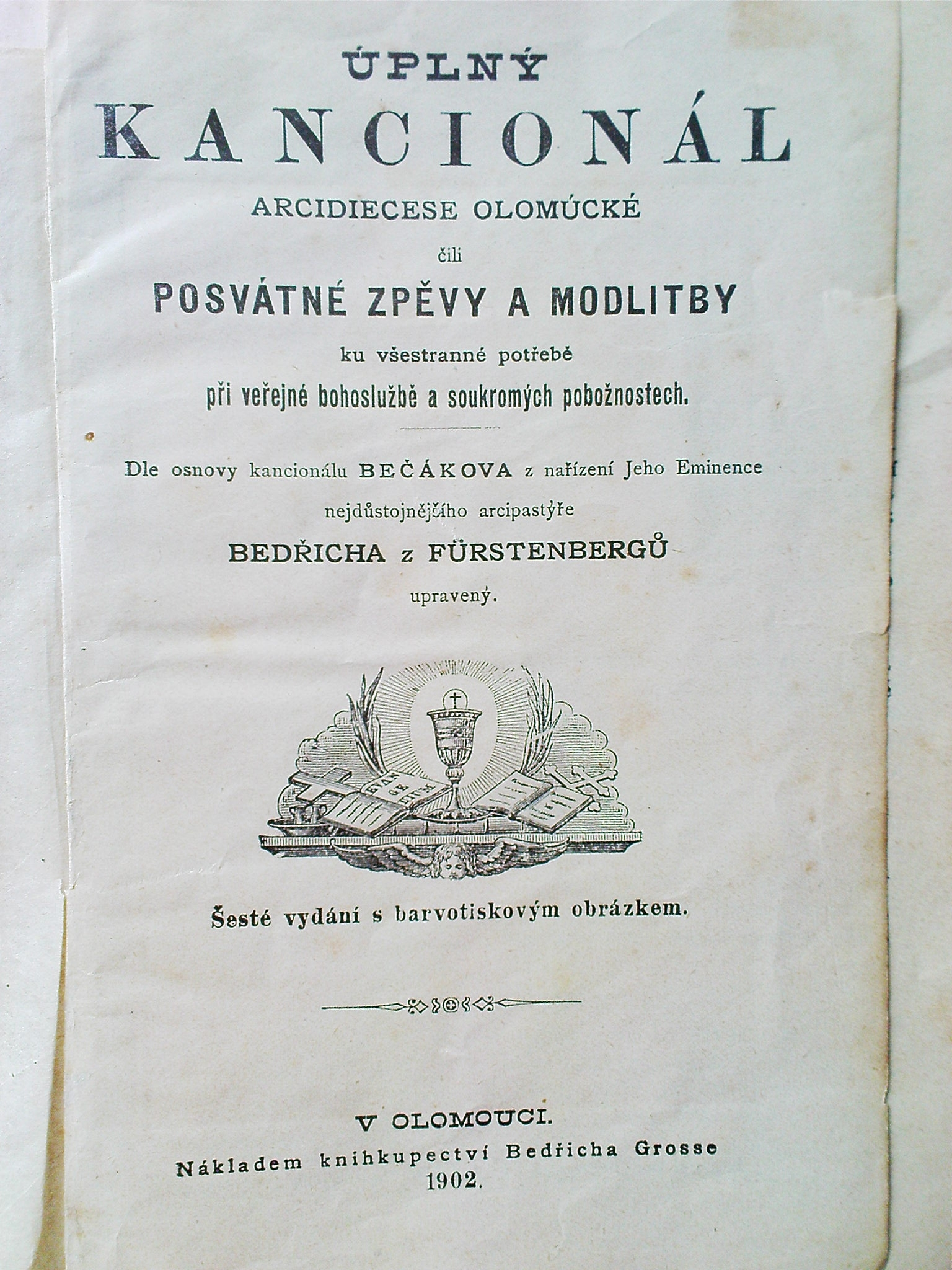
Jako „Bedřich z Fürstenbergů“, Kancionál (Olomouc 1902)